# Flash Art
Flash Art est un magazine bimensuel sur l'art contemporain. 
Fondé en 1967 par le critique d'art et éditeur italien Giancarlo Politi. Originellement en langues italienne et anglaise, le magazine a été scindé en deux publications à partir de 1978 : Flash Art Italia et Flash Art International. 

## Nouvelles éditions nationales
Des éditions de Flash Art existent également dans d'autres pays et d'autres langues :
- hongrois[2]
- tchèque et slovaque